# فنتازيا بانغزية

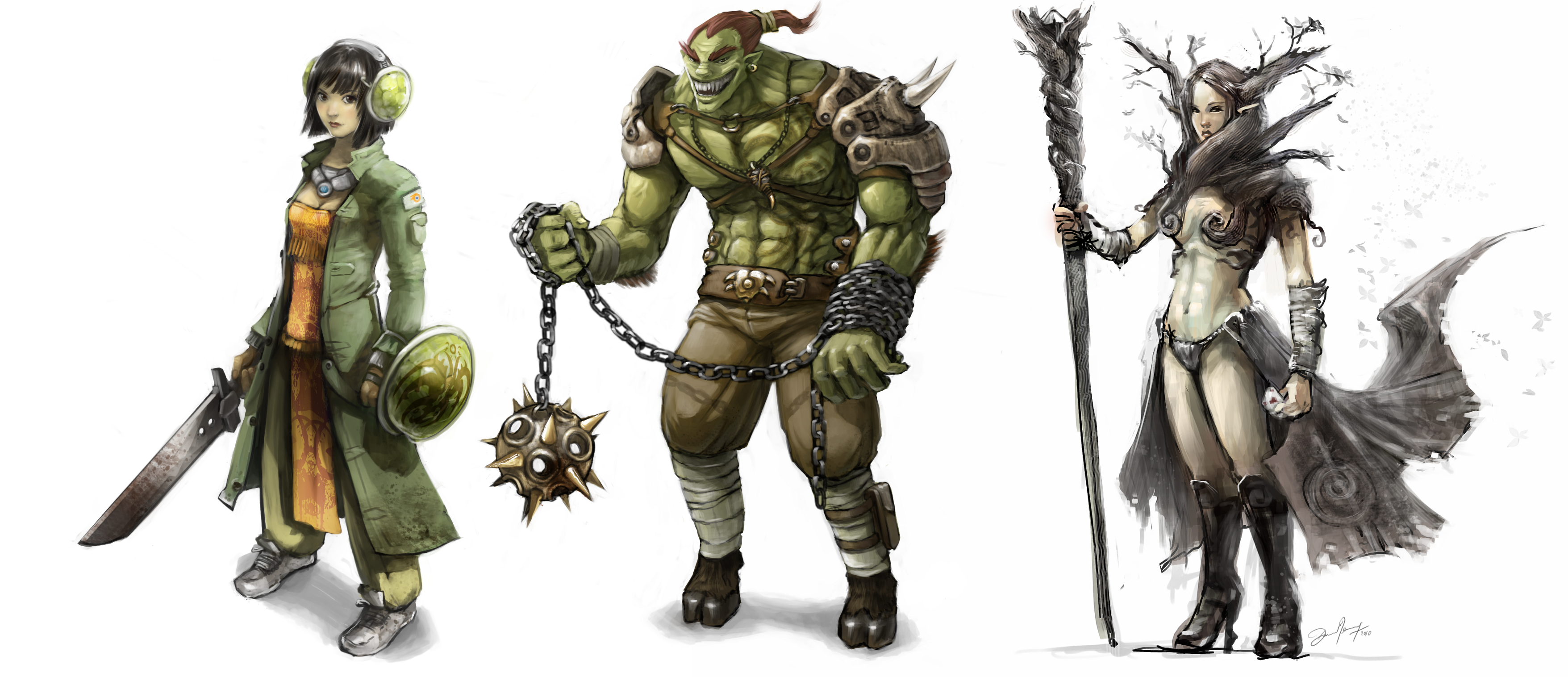

الفنتازيا البانغزية هو نوع من الفنتازيا تتمثل في استعمال شخصيات تاريخية وتصور مايحدث لها بعد موتها. سمي باسم جون كيندريك بانغس لأن له عدة كتابات في هذا النوع.

## تعريف
كتب المحرر الأمريكي إيفريت فرانكلين بلايلر في كتابه "Guide to Supernatural Fiction" الصادر سنة 1983: «كانت أكثر إنجازات بانغز بروزا مساهمته في الكتابات الأدبية بما يدعى القصة البانغزية، والتي يكون فيها أعلام تاريخيون وأدبيون شخصيات في قصة لها بنية نحيفة. لم يخترع بانغز هذا النوع، لكن أعماله ساهمت في نشره وتشخيصه».
لم يذكر تعريف بلايلر أن أحداث بعض قصص بانغز تجري في الحياة الآخرة. يقول تعريف جيس نيفينز في كتابه "Heroes & Monsters: The Unofficial Companion to the League of Extraordinary Gentlemen" الذي كتبه سنة 2003 أنها «فانتازيا للحياة الآخرة يجتمع فيها أشباح عدة رجال ونساء ويخوضون مغامرات عادة ما تكون مسالمة»، وهذا يوافق التعريف الذي كتبه راما كوندو سنة 2008.

## أعمال مختارة من الفنتازيا البانغزية

### أعمال لبانغز
- A House-Boat on the Styx - 1895
- The Pursuit of the House-Boat - 1897
- The Enchanted Type-Writer - 1899
- 1901 - Mr. Munchausen

### أعمال لآخرين
- Riverworld series - 1971 لفيليب جوسي فارمر[4]
- Heroes in Hell series - 1986 لجانيت موريس[5]

## وصلات خارجية
- مدخل «فنتازيا بوسثومية» في موسوعة الفنتازيا – نوع آخر من فنتازيا الحياة الآخرة، مختلفة عن نوع بانغز
- جون كيندريك بانغس  على قاعدة بيانات الخيال التأملي على الإنترنت